# جنی هیلوداکی
جنی هیلوداکی (به انگلیسی: Jenny Hiloudaki) (زاده ۲۱ فوریهٔ ۱۹۶۸) مدل یونانی است.
او یک زن ترنس است.